# Айгалиева, Эльмира Айгалиевна
Айгалиева Эльмира Айгалиевна (род. 2 апреля 1992) — казахстанская пловчиха.

## Карьера
Мастер спорта международного класса. Двукратная чемпионка Азиатских игр в закрытых помещениях. Победительница открытого чемпионата Турции-2014. Неоднократная чемпионка Казахстана.
Обладательница 19 рекордов Казахстана, 2 рекордов Азиатских игр в закрытых помещениях. Абсолютная чемпионка Республики Казахстан с 2009 года. Чемпионка Азии. Первый призёр Азии по плаванию в открытой воде на дистанции 5000 м.
На Чемпионате Азии по плаванию на открытой воде 2012 в Гонконге завоевала серебро в дистанции 5 км.
В 2014 году была дисквалифицирована на 2 года за применение допинга.
Снималась в фильме Томирис в эпизодической роли.